# یاک پرینتس
یاک پرینتس (استونیایی: Jaak Prints؛ زادهٔ ۷ مهٔ ۱۹۸۱) بازیگر، کارگردان، مجزی تلویزیون و بازیکن سابق فوتبال اهل استونی است.
از فیلم‌ها یا برنامه‌های تلویزیونی که وی در آن نقش داشته‌است می‌توان به شمشیرباز و ۱۹۴۴ اشاره کرد.